# الکساندر اربوتنات (کشتی‌بخار پارویی)

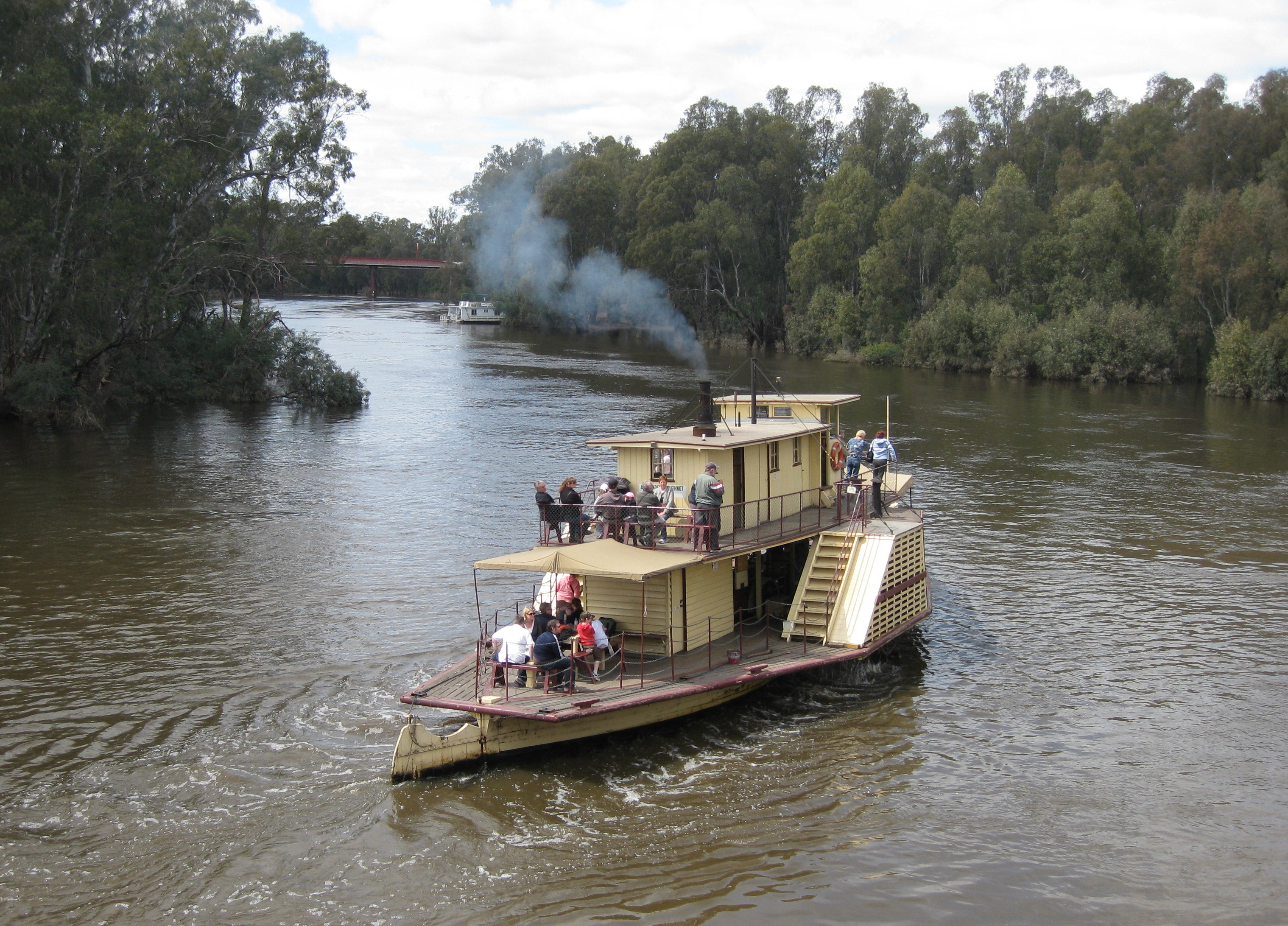
کشتی بخار پارویی الکساندر اربوتنات

الکساندر اربوتنات (کشتی‌بخار پارویی) (به انگلیسی: Alexander Arbuthnot (paddle steamer)) یک کشتی است که طول آن ۷۶ فوت (۲۳ متر) می‌باشد. این کشتی در سال ۱۹۲۳ ساخته شد.